# Dejanirinos
Dejanirinos (Dejanirini) é uma tribo de coleópteros da subfamília Cerambycinae.

## Sistemática
- Ordem Coleoptera
  - Subordem Polyphaga
    - Infraordem Cucujiformia
      - Superfamília Chrysomeloidea
        - Família Cerambycidae
          - Subfamília Cerambycinae
            - Dejanirini (Thomson, 1864)
              - Gênero Dejanira (Thomson, 1864)
              - Gênero Janidera (Heffern, 2005)